# Udvardi Erzsébet

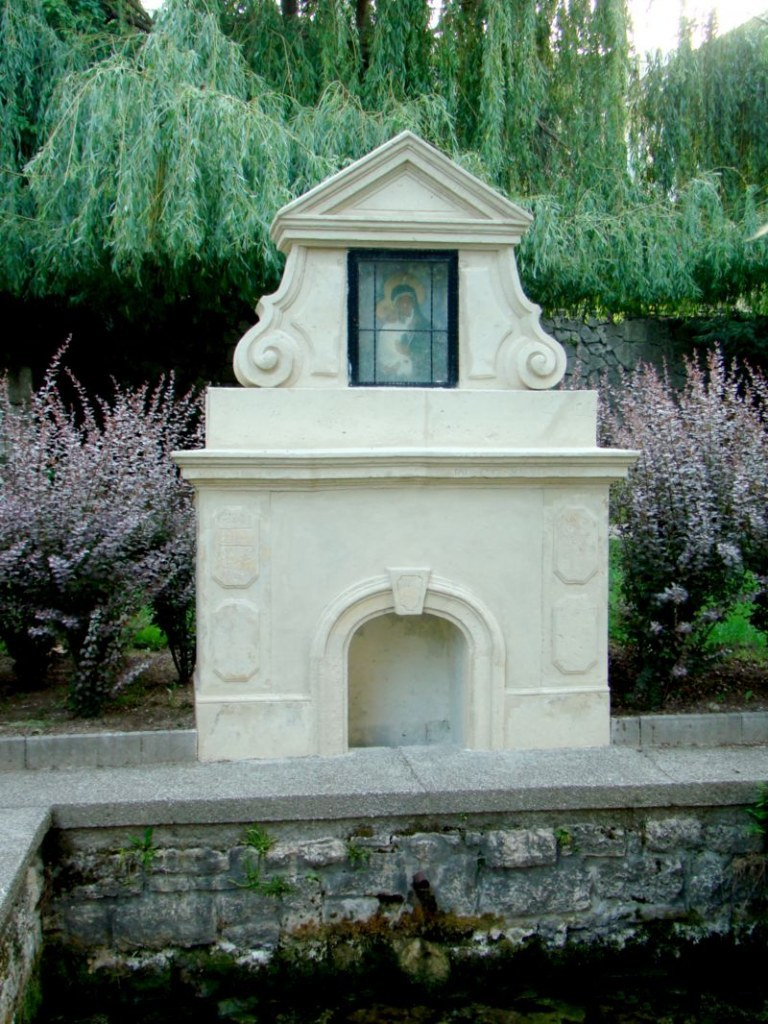
Madonna kép a Szentkúttal, Tapolca

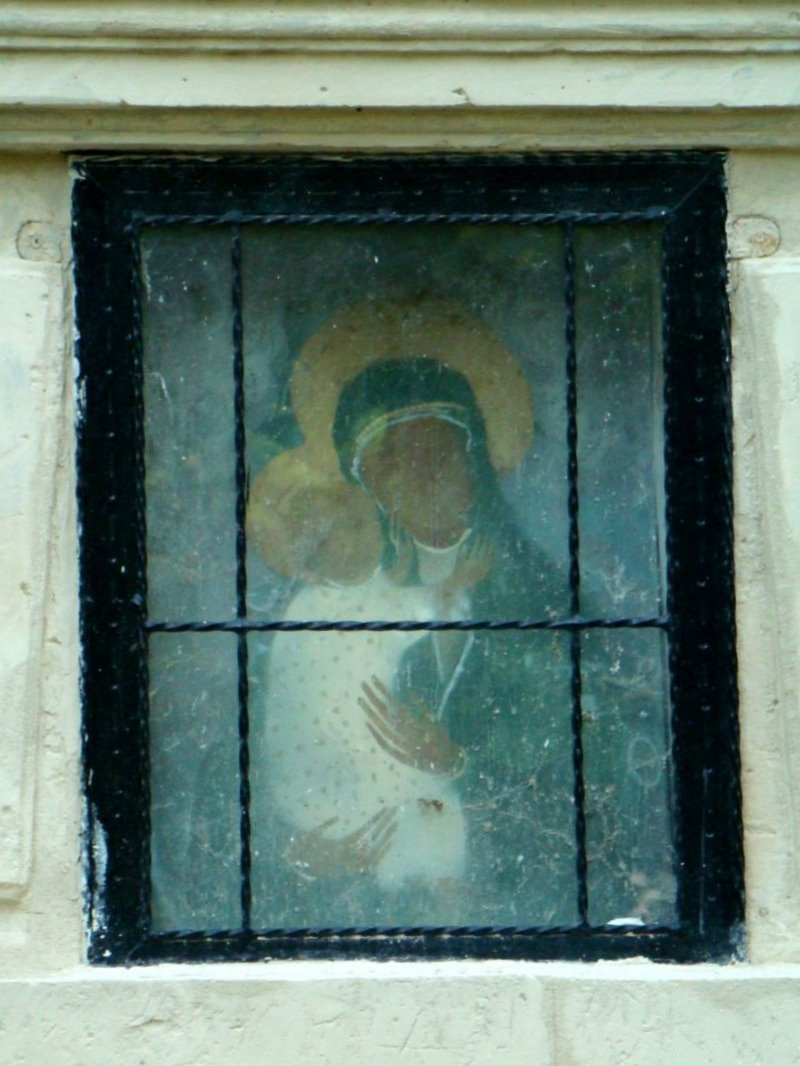
Szűz Mária a kis Jézussal (1984)

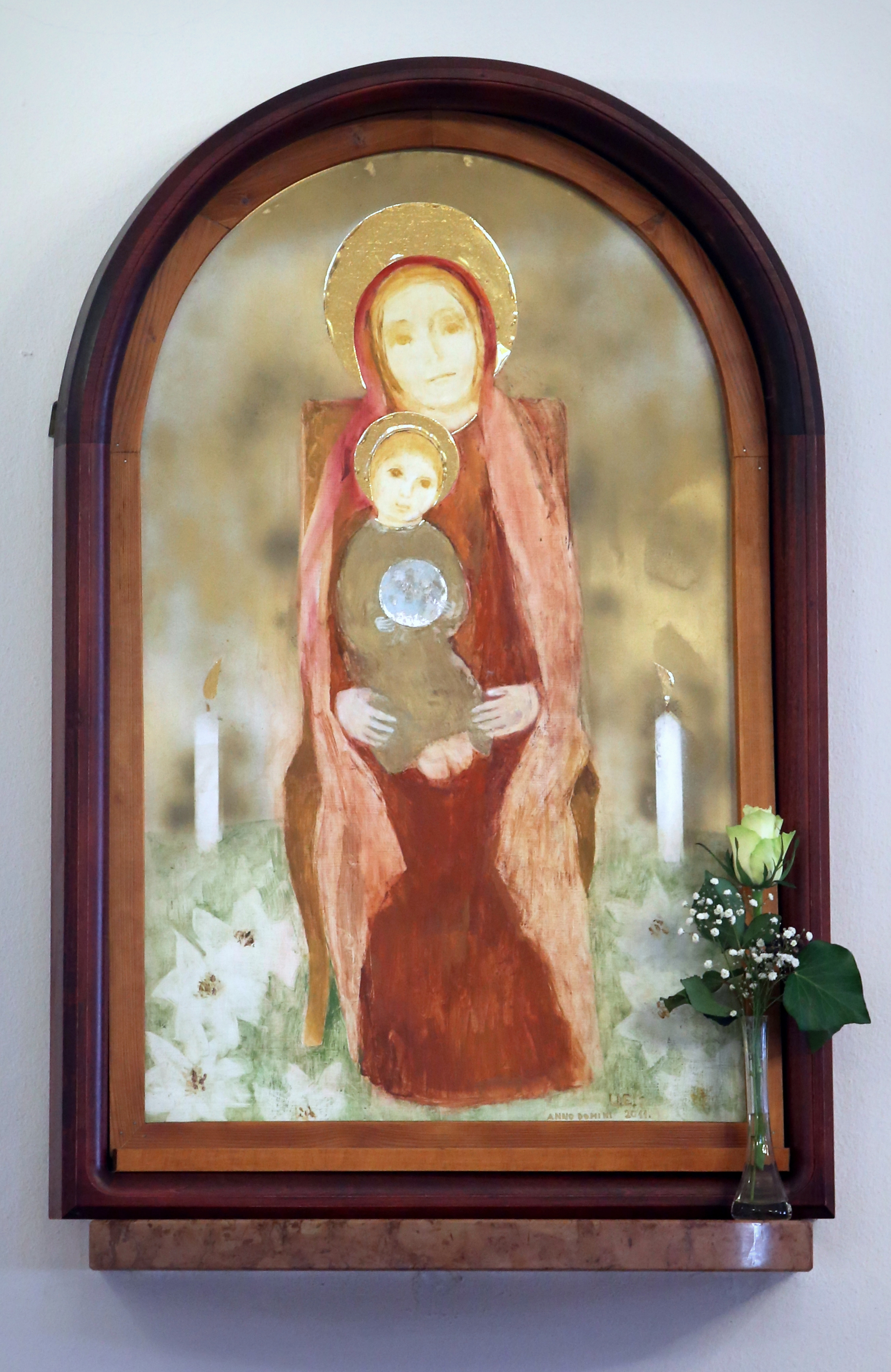
Szűz Mária Jézussal (2011) - az Országos Onkológiai Intézet kápolnájában

Udvardi Erzsébet (Baja, 1929. december 27. – Keszthely, 2013. február 4.) Kossuth- és Munkácsy Mihály-díjas magyar festő.

## Életútja, munkássága
Szülővárosában Rudnay Gyulától tanult festeni, majd 1953-ra Budapesten elvégezte a Képzőművészeti Főiskolát, ahol Bernáth Aurél, Domanovszky Endre, Fónyi Géza és Hincz Gyula voltak a mesterei. 1955 óta kiállító művész. 1960-ban elnyerte a Derkovits-ösztöndíjat. 1975. június 15. és 1985. április 19. között két cikluson át Veszprém megye 13. számú egyéni választókerületét képviselte az Országgyűlésben.
1958-tól a Balaton mellett, Badacsonytomajban telepedett le, fő ihlető forrása a környező táj, melyről tájképeit és életképeit festette kezdetben posztimpresszionista stílusban, később már a táj és a környezet hangulatait igyekezett megragadni, összefoglalni expresszív szürrealista stílusú festményeken.
Foglalkoztatták őt a biblikus témák, a szentek élete. Köztéri művei gyakran templomokat, kápolnákat, kegyhelyeket díszítenek. 1984-ben ő vállalkozott arra, hogy a tapolcai Szentkút tönkrement Madonnája helyett új Madonnát fessen. S megfestette úgy a témát, ahogyan az a laikus hívők képzeletében megjelenik. Egyszerre tiszteli a festészet tárgyát és a befogadót is.
Főleg hazai tárlatokon szerepelt, de mind egyéni, mind csoportos kiállítások során bemutatkozott külföldön is (Bécs, Bécsújhely, Boston, Köln, egyéni), (Velence, Párizs, Spoleto, Újdelhi, Lublin, csoportos). Műveit számos közgyűjtemény őrzi, köztük a Magyar Nemzeti Galéria; Keresztény Múzeum, Esztergom; Magyar Tudományos Akadémia; a debreceni Déri Múzeum; a szolnoki Damjanich János Múzeum; a székesfehérvári Szent István Király Múzeum.

## Egyéni kiállításai (válogatás)
- 1965 Ernst Múzeum, Budapest, megnyitotta: Frank János művészettörténész
- 1966 Türr István Múzeum, Baja, megnyitotta: Láncz Sándor művészettörténész
- 1966 Művelődési Ház, Badacsonytomaj, megnyitotta: Simon István költő
- 1970 Tihanyi Múzeum, Tihany, megnyitotta: Somogyi József szobrászművész
- 1974 Csók István Galéria, Budapest, megnyitotta: Bernáth Aurél festőművész
- 1974 Balatoni Galéria, Balatonfüred, megnyitotta: Tatay Sándor író
- 1976 Tungsram Klub Galéria, Fonyód, megnyitotta: Fodor András költő
- 1977 Művelődési Központ, Ajka, megnyitotta: Kralovánszky Alán muzeológus, történész
- 1978 Magyar Nemzeti Galéria, Budapest, megnyitotta: Mezei Ottó művészettörténész
- 1980 Balatoni Múzeum, Keszthely, megnyitotta: Keresztury Dezső író
- 1981 Balatoni Galéria, Balatonfüred, megnyitotta: Galsai Pongrác író, publicista
- 1982 Eötvös Károly Megyei Könyvtár, Veszprém, megnyitotta: Sinkovits Imre színművész
- 1983 Műcsarnok, Budapest, megnyitotta: Keresztury Dezső író
- 1983 Petőfi Sándor Városi Művelődési Központ, Győr, megnyitotta: Konok Tamás festőművész
- 1983 Piarista templom, Veszprém, megnyitotta Sóczó Ferenc piarista tanár[3]
- 1983 Kemenesaljai Művelődési Központ, Celldömölk, megnyitotta: Bertha Bulcsu író
- 1983 Udvardi-műterem, Badacsonytomaj, megnyitotta: Mécs Károly színművész
- 1984 Vigadó Galéria, Budapest, megnyitotta: Gombos Katalin színművész
- 1988 Tihanyi Múzeum, Tihany, megnyitotta: Praznovszky Mihály irodalomtörténész
- 1990 Táncsis Mihály Művelődési Központ, Kecskemét, megnyitotta: Kalász Márton költő
- 1991 Karmelita templom, Bécsújhely, megnyitotta: Praznovszky Mihály irodalomtörténész
- 1992 Collegium Hungaricum, Bécs, megnyitotta: Korzenszky Richárd bencés perjel
- 1995 Göcseji Múzeum, Zalaegerszeg, megnyitotta: Kovács Sándor Iván irodalomtörténész
- 1996 Céhtörténeti Múzeum, Kézdivásárhely, megnyitotta: Jánó Mihály művészettörténész
- 1996 Festőterem, Sopron, megnyitotta: Korzenszky Richárd bencés perjel
- 1997 Megyei Pedagógiai Intézet, Veszprém, megnyitotta: Márfi Gyula veszprémi érsek
- 1997 Bernáth Aurél Galéria, Ábrahámhegy, megnyitotta: Petrovics Emil zeneszerző
- 1998 Kálmán Imre Múzeum, Siófok, megnyitotta: Nagy Gáspár költő, prózaíró
- 1998 Zirci Galéria, Zirc, megnyitotta: Zakar F. Polikarp zirci apát
- 1999 Bencés Galéria, Tihany, megnyitotta: Szendi József veszprémi érsek
- 2000 Városi Kiállítóterem, Kapuvár, megnyitotta: Korzenszky Richárd bencés perjel
- 2001 Törökház, Alsóörs, megnyitotta: Makovecz Imre építész
- 2002 Bencés Apátság Kőtára, megnyitotta: Korzenszky Richárd bencés perjel
- 2003 Balatoni Múzeum, Keszthely, megnyitotta: Mádl Dalma
- 2004 Muzsika Ház, Fertőd, megnyitotta: Barsi Balázs ferences szerzetes
- 2004 Kerektemplom, Balatonfüred, megnyitotta: Dvorszky Hedvig művészettörténész
- 2005 Egry József Múzeum, Badacsony, megnyitotta: Petrovics Emil zeneszerző
- 2006 Európa Parlament, Brüsszel, megnyitotta: Szájer József parlamenti képviselő
- 2007 Vasvári Múzeum, Vasvár, megnyitotta: Mádl Dalma
- 2009 Nagy István Képtár, Baja, megnyitotta: Jávor Béla ügyvéd-író
- 2013 Református Székház, Budapest, megnyitotta: Bogárdi Szabó István református püspök
- 2013 Prohászka Ottokár Oktatási Központ, Győr, megnyitotta: Szigethy Gábor színháztörténész
- 2014 Püspöki Palota, Sümeg, megnyitotta: Jávor Béla ügyvéd-író
- 2014 Kákonyi Asztrik Galéria, Esztergom, megnyitotta: Prokopp Mária művészettörténész
- 2014 Érseki Palota, Veszprém, megnyitotta: Márfi Gyula veszprémi érsek
- 2015 Egry József Múzeum, Badacsony, megnyitotta: Korzenszky Richárd bencés perjel

## Köztéri művei (válogatás)
- Sgraffito (1963, Fonyódliget, Beruházási Bank üdülője - 2013-ban megsemmisült)
- Szent Antal a halaknak prédikál (triptichon, tempera, kollázs, 1975, Badacsonyörs, Szent Antal-kápolna)
- Lisieux-i Szent Teréz halála (oltárkép, tempera, kollázs, 1978, Keszthely, Kis Szent Teréz Bazilika)
- Évszázadok, évezredek (táblakép, tempera, kollázs, 1978, Veszprém, Polgármesteri Hivatal)
- Az idő múlása Tapolca felett (pannó, 1979, Tapolca, Tamási Áron Művelődési Központ)
- Lisieux-i Szent Teréz esti imája (oltárkép, tempera, kollázs, 1980, Fűzvölgy, Kis Szent Teréz-templom Archiválva 2015. július 8-i dátummal a Wayback Machine-ben)
- Utolsó vacsora (oltárkép, tempera, kollázs, 1981, Badacsonytomaj, Szent Imre-templom)
- Madonna (tempera, kollázs, 1984, Tapolca, Szentkút)
- Golgota (oltárkép, tempera, kollázs, 1986, Fertőd, Szent Kereszt-templom)
- Pünkösd (szárnyasoltár, tempera, kollázs, 1989, Vaja, Mária, az Egyház anyja templom)
- Pünkösd (táblakép, tempera, kollázs, 1993 körül, Balatonakarattya, Nagyboldogasszony-templom)
- Keresztút (14 táblakép, tempera, kollázs, 1992, Vaskút, Kálvária)
- Szent István felajánlja a koronát (oltárkép, tempera, kollázs, 2001, Badacsonytomaj, Szent István király kápolna)
- Színeváltozás (táblakép, tempera, kollázs, 2009, Sümegcsehi, Boldog John Henry Newman templom)

## Díjak, elismerések (válogatás)
- Nemzeti Szalon Ifjúsági Kiállítás 2. díj (1957)
- SZOT-díj (1962)
- Egry József-díj (1966)
- Munkácsy Mihály-díj (1969)
- Érdemes művész (1975)
- Kiváló művész (1981)
- Szent Fortunatusz Lovagrend művészeti nagydíja (1989)
- Magyar Művészetért díj (1990)
- Magyar Köztársasági Érdemrend Középkeresztje (1995)
- Balaton-díj (1996)
- Baja város díszpolgára (1998)
- Kossuth-díj (1999)
- Badacsonytomaj város díszpolgára (2001)
- Magyar Örökség díj (2002)
- Pro Cultura Christiana-díj (2009)
- A Balaton díszpolgára (2011)